# Ferros
Ferros es un municipio brasileño del estado de Minas Gerais. Su población estimada en 2018 es de 9 949 habitantes, según el Instituto Brasileño de Geografía y Estadística (IBGE).

## Historia y toponimia
La fecha de fundación de la localidad es imprecisa. La capilla parroquial sometida a la jurisdicción de la Matriz de Nossa Señora del Pilar do Morro do Gaspar Soares, hasta que fue elevada a la categoría de parroquia,. Por decreto del 14 de julio de 1832, se creó el distrito de Santana dos Ferros. El municipio fue creado por la ley provincial número 3195, de 23 de septiembre de 1884, desmembrado del municipio de Itabira. Dos años después, adquirió el estatus de ciudad.
El topónimo de Ferros proviene de la exploración en búsqueda de oro y diamantes, que se hacía en el lecho del río Santo Antônio, que baña el municipio en toda su extensión. Para las tareas, se empleaban utensilios de hierro (ferros en portugués) que posteriormente eran abandonados a las orillas del río.

## Clima
Según la clasificación climática de Köppen, el municipio se encuentra en el clima tropical con estación seca Aw.